# Śniadka Druga
Śniadka Druga – wieś w Polsce, położona w województwie świętokrzyskim, w powiecie kieleckim, w gminie Bodzentyn. 
| SIMC    | Nazwa | Rodzaj     |
| ------- | ----- | ---------- |
| 0991829 | Sitki | przysiółek |

W latach 1975–1998 miejscowość należała administracyjnie do województwa kieleckiego.
Przez wieś przechodzi  niebieski szlak turystyczny im. E. Wołoszyna z Wąchocka do Cedzyny oraz  zielony szlak turystyczny ze Starachowic do Łącznej.